# Африка Спорт
«Африка Спорт» (фр. Africa Sports National) — ивуарийский футбольный клуб из Абиджана. Выступает в Премьер-лиге Кот-д’Ивуара. Основан в 1947 году под названием «Бете» («Club Sportif Bété»), своё нынешнее название носит с 1948 года. Домашние матчи проводит на стадионе «Робер Шампро», вмещающем 20 000 зрителей.

## История
«Африка Спорт» является одним из сильнейших ивуарийских клубов, уступая по своим регалиям разве что «АСЕК Мимозас». Команда 17 раз выигрывала чемпионат страны, 14 раз побеждала в Кубке Кот-д’Ивуара и 10 раз — в Суперкубке. На международной арене «Африка Спорт» снискал не меньшую, чем «АСЕК», славу — клуб четырежды играл в финалах Кубка Кубков КАФ, два из которых выиграл, и дважды участвовал в матчах за Суперкубок КАФ, в одном из которых также праздновал успех.

## Достижения

### Местные
- Чемпион Кот-д’Ивуара — 17 (1967, 1968, 1971, 1977, 1978, 1982, 1983, 1985, 1986, 1987, 1988, 1989, 1996, 1999, 2007, 2008, 2011)

- Обладатель Кубка Кот-д’Ивуара — 14 (1961, 1962, 1964, 1977, 1978, 1979, 1981, 1982, 1985, 1986, 1989, 1993, 1998, 2002)

- Обладатель Суперкубка Кот-д’Ивуара — 10 (1979 ,1981, 1982, 1986, 1987, 1988, 1989, 1991, 1993, 2003)

### Международные
- Кубок обладателей Кубков КАФ (2)
  - Победитель: 1992, 1999

- Суперкубок КАФ (1)
  - Победитель: 1993